# 1985 في بيرو
فيما يلي قوائم الأحداث التي وقعت خلال عام 1985 في بيرو.

## سياسة

### تعيين في المنصب
- 26 يوليو – فرناندو تيري عضو مجلس الشيوخ البيروفي ‏،عضو مجلس شيوخ بيرو ‏.
- 28 يوليو – آلن غارسيا رئيس بيرو.
- 28 يوليو – لويس ألفا كاسترو رئيس مجلس الوزراء البيروفي [الإنجليزية]‏، نائب رئيس بيرو [الإنجليزية]‏، وزير الاقتصاد والمالية  [لغات أخرى]‏.
- 28 يوليو – لويس سانشيز رئيس مجلس شيوخ بيرو ‏، نائب رئيس بيرو [الإنجليزية]‏.

### انتهاء فترة المنصب
- 28 يوليو – فرناندو تيري رئيس بيرو.

## رياضة
- 1 يناير – الدوري البيروفي لكرة القدم 1985 الفائز نادي يونيفرسيتاريو.
- 1 يناير – كوبا بيرو 1985 الفائز Hungaritos Agustinos [الإنجليزية]‏.

## مواليد

### يناير
- 1 يناير – كلوديا كاراسكو

### مارس
- 3 مارس – ناتالي كيلي ممثلة أسترالية.[1]

### أبريل
- 12 أبريل – جيزيلا بونس دي ليون[2]

### يونيو
- 9 يونيو – كريستينا كورينغو ربّاعة بيروفية.

### يوليو
- 8 يوليو – جايسون داي
- 24 يوليو – كارولينا كانو ممثلة بيروفية.

### سبتمبر
- 2 سبتمبر – إدواردو يوريبا لاعب كرة قدم.[3]

### أكتوبر
- 2 أكتوبر – ألان غارسيا فارس من الولايات المتحدة الأمريكية.
- 6 أكتوبر – أليكس فرنانديز لاعب كرة قدم بيروفي.[4]
- 12 أكتوبر – جيانكارلو كارمونا لاعب كرة قدم بيروفي.[5]
- 14 أكتوبر – خوان جيونتشي[6]
- 27 أكتوبر – ايغناسيو دراغو لاعب كرة قدم بيروفي.[7]

### نوفمبر
- 17 نوفمبر – خافيير مولينا[8]

### ديسمبر
- 5 ديسمبر – جوني برافو لاعب كرة قدم بيروفي.
- 16 ديسمبر – جان تراغودارا لاعب كرة قدم بيروفي.[9]

## وفيات

### يناير
- 29 يناير – مارتين أدان (مواليد 1908) كاتب بيروفي.[10]